# Coppa di Francia 2015-2016
La Coupe de France 2015-2016 è stata la 99ª edizione della manifestazione organizzata dalla FFF. È iniziata il 13 settembre 2015 e si è conclusa il 21 maggio 2016 con la finale allo Stade de France di Saint-Denis.
Il Paris SG ha vinto il trofeo per la decima volta, diventando la seconda squadra dopo l'O. Marsiglia a raggiungere tale traguardo e agganciando proprio i marsigliesi in testa all'albo d'oro della competizione.
Essendo il Paris SG qualificato alla UEFA Champions League 2016-2017, il posto in UEFA Europa League 2016-2017 è stato attribuito alla squadra sesta classificata in Ligue 1 2015-2016.

## Regolamento
La manifestazione è costituita da tredici turni, oltre alla finale, tutti ad eliminazione diretta.
Ai primi due turni, denominati Qualificazioni regionali, hanno preso parte le formazioni dilettantistiche inferiori alla quarta divisione. Al terzo turno sono entrate le squadre del CFA 2, quelle del CFA al quarto e quelle del Championnat National al quinto. Al settimo turno sono state ammesse le formazioni militanti in Ligue 2 e le sette squadre d'oltremare.
La fase finale ha preso il via con i trentaduesimi di finale, corrispondenti al nono turno, dove sono entrate in scena le venti squadre di Ligue 1.

## Calendario
| Fase                     | Turno                   | Partita unica               |                             |
| ------------------------ | ----------------------- | --------------------------- | --------------------------- |
| Qualificazioni regionali | Primo turno             | Date regionali              | Date regionali              |
| Qualificazioni regionali | Secondo turno           | Date regionali              | Date regionali              |
| Preliminari              | Terzo turno             | 13 settembre 2015           | 13 settembre 2015           |
| Preliminari              | Quarto turno            | 27 settembre 2015           | 27 settembre 2015           |
| Preliminari              | Quinto turno            | 11 ottobre 2015             | 11 ottobre 2015             |
| Preliminari              | Sesto turno             | 25 ottobre 2015             | 25 ottobre 2015             |
| Preliminari              | Settimo turno           | 14/15 novembre 2015         | 14/15 novembre 2015         |
| Preliminari              | Ottavo turno            | 5/6 dicembre 2015           | 5/6 dicembre 2015           |
| Fase Finale              | Trentaduesimi di finale | 2/3/4 gennaio 2016          | 2/3/4 gennaio 2016          |
| Fase Finale              | Sedicesimi di finale    | 16/19/20/21/23 gennaio 2016 | 16/19/20/21/23 gennaio 2016 |
| Fase Finale              | Ottavi di finale        | 9/10/11 febbraio 2016       | 9/10/11 febbraio 2016       |
| Fase Finale              | Quarti di finale        | 2/3 marzo 2016              | 2/3 marzo 2016              |
| Fase Finale              | Semifinali              | 19/20 aprile 2016           | 19/20 aprile 2016           |
| Fase Finale              | Finale                  | 21 maggio 2016              | 21 maggio 2016              |

## Fase finale

### Trentaduesimi di finale
| Squadra 1                | Risultato         | Squadra 2           |
| ------------------------ | ----------------- | ------------------- |
| 2 gennaio 2016           |                   |                     |
| Gazélec Ajaccio          | 2 - 0             | St. Marienne        |
| Avranches                | 1 - 1 (1 - 3 dtr) | Saint-Malo          |
| Blanc-Mesnil             | 0 - 2             | Nantes              |
| Concarneau               | 3 - 0             | Rennes TA           |
| Villefranche             | 1 - 2             | Sarre-Union         |
| Besançon                 | 1 - 3             | Angers              |
| Chambly                  | 4 - 1             | Stade Reims         |
| Dunkerque                | 3 - 4 (dts)       | Troyes              |
| Template:Calcio Ententel | 0 - 5             | Tolosa              |
| Granville                | 2 - 1             | Laval               |
| Mantes                   | 2 - 0             | Stade Briochin      |
| Pagny Moselle            | 0 - 2             | Sochaux             |
| Moulins                  | 1 - 2             | Niort               |
| Rodeo FC                 | 0 - 1             | St. Montois         |
| Sedan                    | 0 - 2             | Bastia              |
| 3 gennaio 2016           |                   |                     |
| Épernay                  | 0 - 1             | Montpellier         |
| Fréjus St-Raphaël        | 2 - 3             | Bordeaux            |
| Limoges                  | 0 - 7             | Olympique Lione     |
| Lorient                  | 3 - 2 (dts)       | Tours               |
| Raon-l'Étape             | 1 - 1 (3 - 4 dtr) | Saint-Étienne       |
| Wasquehal                | 0 - 1             | Paris Saint-Germain |
| Annecy                   | 1 - 4 (dts)       | Évian TG            |
| Muret                    | 0 - 2             | Trélissac           |
| Sarreguemines            | 1 - 0             | Valenciennes        |
| Volvic                   | 0 - 1             | Ajaccio             |
| Mulhouse                 | 1 - 3             | Bourg-en-Bresse     |
| Chantilly                | 0 - 4             | Guingamp            |
| Amiens                   | 0 - 1             | Lilla               |
| St. Omer                 | 2 - 2 (3 - 4 dtr) | Boulogne            |
| Monaco                   | 10 - 2            | St. Jean Beaulieu   |
| Caen                     | 0 - 0 (1 - 3 dtr) | Olympique Marsiglia |
| 4 gennaio 2016           |                   |                     |
| Nizza                    | 2 - 2 (6 - 7 dtr) | Rennes              |

### Sedicesimi di finale
| Squadra 1           | Risultato         | Squadra 2       |
| ------------------- | ----------------- | --------------- |
| 16 gennaio 2016     |                   |                 |
| Saint-Malo          | 1 - 0             | St. Montois     |
| 19 gennaio 2016     |                   |                 |
| Gazélec Ajaccio     | 3 - 0             | Guingamp        |
| Rennes              | 1 - 3             | Bourg-en-Bresse |
| Angers              | 1 - 2             | Bordeaux        |
| Bastia              | 1 - 2             | Sochaux         |
| Sarre-Union         | 1 - 0             | Niort           |
| Paris Saint-Germain | 2 - 1             | Tolosa          |
| 20 gennaio 2016     |                   |                 |
| Chambly             | 0 - 2             | Olympique Lione |
| Concarneau          | 1 - 3             | Troyes          |
| Évian TG            | 1 - 3 (dts)       | Monaco          |
| Mantes              | 0 - 1 (dts)       | Nantes          |
| Trélissac           | 1 - 1 (4 - 2 dtr) | Lilla           |
| Boulogne            | 1 - 3 (dts)       | Lorient         |
| Olympique Marsiglia | 2 - 0             | Montpellier     |
| 21 gennaio 2016     |                   |                 |
| Saint-Étienne       | 2 - 1 (dts)       | Ajaccio         |
| 23 gennaio 2016     |                   |                 |
| Granville           | 3 - 1             | Sarreguemines   |

### Ottavi di finale
| Squadra 1           | Risultato   | Squadra 2           |
| ------------------- | ----------- | ------------------- |
| 9 febbraio 2016     |             |                     |
| Saint-Malo          | 1 - 2       | Gazélec Ajaccio     |
| Granville           | 1 - 0 (dts) | Bourg-en-Bresse     |
| Sochaux             | 2 - 1       | Monaco              |
| 10 febbraio 2016    |             |                     |
| Sarre-Union         | 0 - 4       | Lorient             |
| Bordeaux            | 3 - 4 (dts) | Nantes              |
| Troyes              | 1 - 2 (dts) | Saint-Étienne       |
| Paris Saint-Germain | 3 - 0       | Olympique Lione     |
| 11 febbraio 2016    |             |                     |
| Trélissac           | 0 - 2       | Olympique Marsiglia |

### Quarti di finale
| Squadra 1     | Risultato   | Squadra 2           |
| ------------- | ----------- | ------------------- |
| 2 marzo 2016  |             |                     |
| Sochaux       | 3 - 2 (dts) | Nantes              |
| Lorient       | 3 - 0       | Gazélec Ajaccio     |
| Saint-Étienne | 1 - 3       | Paris Saint-Germain |
| 3 marzo 2016  |             |                     |
| Granville     | 0 - 1       | Olympique Marsiglia |

### Semifinali
| Squadra 1      | Risultato | Squadra 2           |
| -------------- | --------- | ------------------- |
| 19 aprile 2016 |           |                     |
| Lorient        | 0 - 1     | Paris Saint-Germain |
| 20 aprile 2016 |           |                     |
| Sochaux        | 0 - 1     | Olympique Marsiglia |

### Finale
| Arbitro: | Turpin |

|                           |           |                                                   |
| Thauvin 12’ Batshuayi 87’ | Marcatori | 2’ Matuidi 47’ (rig.), 82’ Ibrahimović 57’ Cavani |

| Olympique Marsiglia | Paris SG |

#### Formazioni
| Olympique Marsiglia (4-4-2) |    |                        |      |      |
|                             |    |                        |      |      |
| P                           | 30 | Steve Mandanda (c)     |      |      |
| D                           | 2  | Javier Manquillo       |      |      |
| D                           | 3  | Nicolas Nkoulou        |      |      |
| D                           | 17 | Karim Rekik            |      |      |
| D                           | 19 | Benjamin Mendy         | 33'’ |      |
| C                           | 10 | Lassana Diarra         |      |      |
| C                           | 18 | Mauricio Isla          |      |      |
| C                           | 19 | Abdelaziz Barrada      |      | 70'’ |
| C                           | 24 | Florian Thauvin        |      | 81'’ |
| A                           | 9  | Steven Fletcher        |      | 60'’ |
| A                           | 22 | Michy Batshuayi        |      |      |
| A disposizione:             |    |                        |      |      |
| P                           | 16 | Yohann Pelé            |      |      |
| D                           | 6  | Rolando                |      |      |
| D                           | 26 | Brice Dja Djédjé       |      | 70'’ |
| C                           | 11 | Romain Alessandrini    |      |      |
| C                           | 13 | Rémy Cabella           |      | 60'’ |
| C                           | 14 | Georges-Kévin N'Koudou |      | 81'’ |
| C                           | 20 | Alaixys Romao          |      |      |
| Allenatore:                 |    |                        |      |      |
| Franck Passi                |    |                        |      |      |

| Paris Saint-Germain (4-3-3) |    |                      |  |      |
|                             |    |                      |  |      |
|                             |    |                      |  |      |
| P                           | 30 | Salvatore Sirigu     |  |      |
| D                           | 2  | Thiago Silva (c)     |  |      |
| D                           | 5  | Marquinhos           |  |      |
| D                           | 17 | Maxwell              |  |      |
| D                           | 19 | Serge Aurier         |  |      |
| C                           | 4  | Benjamin Stambouli   |  | 75'’ |
| C                           | 14 | Blaise Matuidi       |  |      |
| C                           | 25 | Adrien Rabiot        |  |      |
| A                           | 9  | Edinson Cavani       |  | 75'’ |
| A                           | 10 | Zlatan Ibrahimović   |  | 90'’ |
| A                           | 11 | Ángel Di María       |  |      |
| A disposizione:             |    |                      |  |      |
| P                           | 1  | Nicolas Douchez      |  |      |
| D                           | 20 | Layvin Kurzawa       |  | 90'’ |
| D                           | 23 | Gregory van der Wiel |  |      |
| D                           | 27 | Kévin Rimane         |  |      |
| D                           | 32 | David Luiz           |  | 75'’ |
| A                           | 7  | Lucas                |  | 75'’ |
| A                           | 29 | Jean-Kévin Augustin  |  |      |
| Allenatore:                 |    |                      |  |      |
| Laurent Blanc               |    |                      |  |      |